# Лијерна (Арецо)
Лијерна је насеље у Италији у округу Арецо, региону Тоскана.
Према процени из 2011. у насељу је живело 126 становника. Насеље се налази на надморској висини од 561 м.